# Sông Nan

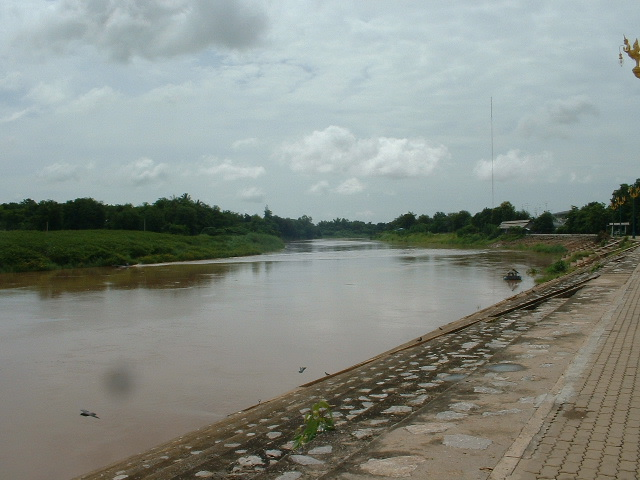
Sông Nan tại What Tha Luang, tỉnh Phichit

Sông Nan (tiếng Thái: แม่น้ำน่าน, Maenam Nan) là một trong những sông nhánh quan trọng nhất của sông Chao Phraya, Thái Lan. Sông Nan bắt nguồn từ tỉnh Nan. Các tỉnh dọc theo sông Nan là Uttaradit, Phitsanulok và Phichit. Sông Yom nhập vào sông Nan tại huyện Chum Saeng, tỉnh Nakhon Sawan. Khi sông Nan nhập với sông Ping tại Pak Nam Pho trong thị xã Nakhon Sawan nó trở thành sông Chao Phraya. Sông Nan chảy khoảng 390 dặm về phía Nam. Lưu vực là vùng đất tốt cho canh tác.